# Asociación Internacional de Semiología
La Asociación Internacional de Semiología (International Association for Semiotic Studies, IASS-AIS) es la organización mundial más importante de semiología y semiótica. 

## Historia
Creada en 1969, entre sus miembros fundadores figuran: Algirdas Julius Greimas, Roman Jakobson, Julia Kristeva, Émile Benveniste, André Martinet, Roland Barthe, Umberto Eco, Thomas Sebeok, y Yuri Lotman. La revista oficial de la Asociación es Semiotic, dirigida por De Gruyter Mouton. Las lenguas oficiales de la asociación son inglés y francés. El Comité Ejecutivo del IASS consta de dos representantes de las sociedades semióticas de los países miembros.

## Congresos mundiales en Semiología
La Asociación regularmente está organizando los congresos mundiales de semiología o semiótica.
- 1. Milán, Italia, junio 2–6, 1974 (Un Paisaje Semiótico)
- 2. Viena, Austria, julio 2–6, 1979 (Semiotics Desdoblando)
- 3. Palermo, Italia, junio 24–29, 1984 (Práctica y Teoría Semióticas)
- 4. Barcelona, España, y Perpiñán, Francia, Marcha 31 – 4 de abril de 1989 (Señales de Humanidad/L'homme et ses signes)
- 5. Berkeley, EE. UU., junio 12–18, 1994 (Señales del Mundo. Síntesis en Diversidad)
- 6. Guadalajara, México, julio 13–18, 1997 (Semiotics Bridging Naturaleza y Cultura/La sémiotique: carrefour de la naturaleza et de la cultura/La semiótica. Intersección de la naturaleza y de la cultura)
- 7. Dresde, Alemania, octubre 6–11, 1999 (Procesos de Señal en Sistemas Complejos/Zeichenprozesse en komplexen Systemen)
- 8. Lyon, Francia, julio 7–12, 2004 (Signes du monde. Interculturalité et Señales / de globalización del Mundo. Interculturality Y Globalización / Zeichen der Welt: Interkulturalität und Globalisierung / Los signos del mundo: Interculturalidad y Globalización)
- 9. Helsinki Y Imatra, Finlandia, junio 11–17, 2007 (Malentendido/Comprensivo)
- 10. La Coruña, España, septiembre 22–26, 2009 (Cultura de Comunicación/de Comunicación de Cultura) Ve
- 11. Nankín, China, octubre 5–9, 2012 (Global Semiotics: Bridging Civilizaciones Diferentes) Ve Archivado el 16 de julio de 2012 en Wayback Machine.
- 12. Sofía, Bulgaria, septiembre 16–20, 2014 (Nuevo Semiotics: Entre Tradición e Innovación) Ve
- 14. Buenos Aires, Argentina, septiembre 09-13, 2019 (Trayectorias) Ve
- 15. Salónica, Grecia, agosto 30 - 3 de septiembre de 2022 (Semiótica en el mundo de la vida) Ve

## Presidentes
La lista de los Presidentes de la Asociación incluyen:
- Émile Benveniste (1969–1972)
- Cesare Segre (1972–?)
- Jerzy Pelc (1984–1994)
- Roland Posner (1994–2004)
- Eero Tarasti (2004–2014)
- Paul Cobley (desde 2014)